# Javier Echevarría
Javier Echevarría Rodríguez, španski katoliški škof, doktor civilnega in kanonskega prava, * 14. junij 1932, Madrid, Španija, † 12. december 2016, Rim, Italija.
Echevarría je bil drugi prelat Opus Dei in znotraj rimske kurije član Kongregacije za zadeve svetnikov ter Vrhovnega sodišča apostolske signature. Napisal je številne knjige o duhovnosti in spomine na ustanovitelja Opus Dei, Jožefmarija Escrivája.
Ob petdesetletnici njegovega mašniškega posvečenja 2005 je takratni papež Benedikt XVI. v pismu dejal, da pastoralno delo, ki ga opravlja, "nudi učinkovito pomoč Cerkvi pri nujni evangelizaciji današnje družbe" in poudaril prelatovo prizadevanje na področju kulture in znanosti, družine, zakona, življenja in izobraževanja ter pastoralne oskrbe mladih.

## Življenje
Javier Echevarría je bil rojen 14. junija 1932 v Madridu kot najmlajši od osmih otrok. Sprva se je šolal v San Sebastianu, nato pa v Madridu, kjer je leta 1948 spoznal Opus Dei in zaprosil za sprejem. Postal je ožji sodelavec sv. Jožefmarija in 1955 prejel mašniško posvečenje. Doktorata iz civilnega in kanonskega prava je pridobil v Rimu, in sicer na Papeški lateranski univerzi in Univerzi sv. Tomaža Akvinskega. Poleg izvrševanja pastoralnih in organizacijskih opravil znotraj Opus Dei je delal kot predavatelj moralne teologije. 
Po smrti sv. Jožefmarija 1975 je pod vodstvom Álvara del Portilla postal generalni sekretar organizacije. Obenem je bil 1981 imenovan za člana Kongregacije za zadeve svetnikov in Apostolske signature, ki je vrhovno sodišče Svetega sedeža. Leta 1994 je bil po smrti naslednika izvoljen za prelata Opus Dei. Dve leti kasneje mu je sv. Janez Pavel II. podelil škofovsko posvečenje in sodeloval je na različnih škofovskih sinodah po svetu.
Med njegovim vodenjem Opus Dei se je organizacija razširila v številne države po svetu, med drugim leta 2003 v Slovenijo in na Hrvaško.
Umrl je 12. decembra 2016 zaradi pljučnice. Njegovo telo leži v prelatski cerkvi Svete Marije miru v Rimu.

## Delo
Bil je avtor duhovnih knjig, kot so Memoria del beato Josemaría (Spomin na blaženega Jožefmarija), Itinerarios de vida cristiana (Poti krščanskega življenja), Para servir a la Iglesia (Da bi služili Cerkvi), Getsemaní (Getsemani), Eucaristía y vida cristiana (Evharistija in krščansko življenje) ter Vivir la Santa Misa (Živeti sveto mašo).

## Vir
- Luis Illanes, José (Coordinador) (2013). Diccionario de San Josemaría Escrivá de Balaguer. Burgos: Instituto Histórico San Josemaría Escrivá de Balaguer. Fundación Studium. Monte Carmelo.

1. 1 2  Brockhaus Enzyklopädie
2. ↑  data.bnf.fr: platforma za odprte podatke — 2011.
3. 1 2 3  Catholic-Hierarchy.org — USA: 1990.
4. ↑  http://www.catholicnewsagency.com/news/leader-of-opus-dei-dies-at-84-41332/
5. 1 2  »Msgr. Javier Echevarría (Madrid, 1932 - Rim, 2016)«. opusdei.org. Pridobljeno 15. februarja 2020.
6. ↑  »Letter of Benedict XVI to the Prelate of Opus Dei«. opusdei.org (v angleščini). Pridobljeno 22. decembra 2018.
7. ↑  http://www.larazon.es/religion/fallece-el-prelado-del-opus-dei-monsenor-javier-echevarria-OF14110178
8. ↑  »Especial Monseñor Javier Echevarría 1932–2016«. Mundo Cristiano. Madrid. Januar 2017. str. 37.